# Hammerfest
Hammerfest (Hammerfestⓘ) es una ciudad y un municipio de Noruega, localizada en la provincia de Finnmark. Es la ciudad más septentrional de Europa y cuenta con una población de 10 417 habitantes (2015).
Fundada en 1789, fue la primera ciudad del norte de Europa en tener iluminación eléctrica en las calles en 1891.
Fue un escenario importante de combates durante la Segunda Guerra Mundial y por eso se ha construido en la ciudad el Museo de la Reconstrucción.

## Geografía
Hammerfest es habitualmente reconocida como la ciudad más al norte de Noruega y del mundo, aunque Honningsvåg, también en Noruega, se encuentra aun más al norte, y Barrow, en Alaska, también está en una ubicación más septentrional. En realidad todo depende de la definición de ciudad que se tome. La realidad es que Hammerfest es el asentamiento más septentrional del mundo con más de 5000 habitantes, duplicando ese número, y se trata también del poblado más antiguo de la región de Nord-Norge. Pese a su localización dentro del círculo polar ártico, no se observa permafrost en el lugar y la temperatura anual media es de 2 °C, la misma que se observa en ciudades más alejadas del Polo Norte como Anchorage, localizada a 61° N. Esto es debido a la corriente del Golfo.
Hammerfest está localizada en la isla de Kvaløya, y se encuentra comunicada con el continente mediante el puente Kvalsund.

## Economía y turismo
La construcción de una planta de gas natural licuado en la isla de Melkøya, cerca de Hammerfest, que procesará gas natural proveniente de Snøhvit, es el proyecto más costoso que se ha emprendido en las costas del norte de Noruega. Las obras trajeron como consecuencia una expansión económica y un renovado optimismo para Hammerfest en los últimos tiempos, al contrario del estancamiento económico que se vive en otras ciudades de Finnmark (Alta es otra excepción notable).
Hammerfest cuenta con diversas opciones para practicar deportes. La pesca y el buceo son una alternativa para quienes visitan el lugar. El glaciar más septentrional de la parte continental de Noruega es una de las opciones más populares para el excursionismo. Hammerfest suele ser uno de los puntos de partida para los recorridos turísticos por la zona. De hecho, hay un ferry que sale a diario hacia el cabo Norte (Nordkapp), el punto más septentrional de la Europa continental.
Hammerfest es también un importante centro de la cultura sami.

## Historia

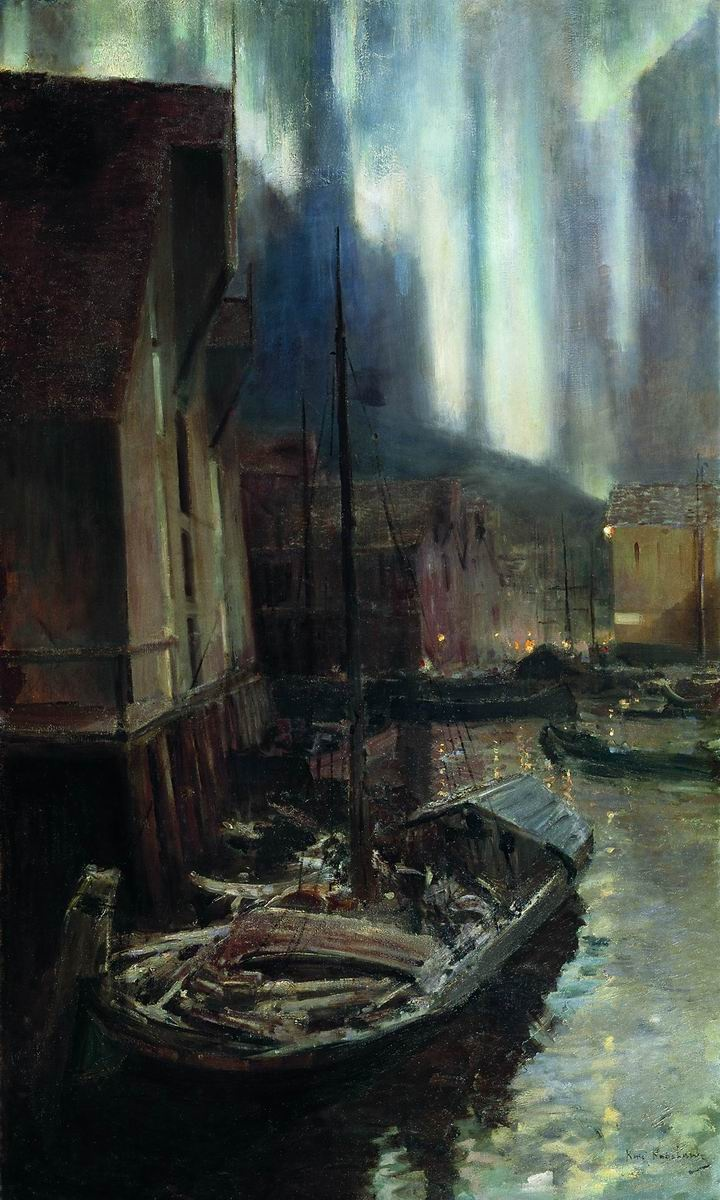
Pintura de Konstantin Korovin, inspirado por las auroras boreales en Hammerfest.

Se han encontrado en Hammerfest varias tumbas que datan de la Edad de Piedra. El asentamiento ya era un importante centro pesquero y de caza mucho antes de ser reconocido como pueblo en 1789.
Durante las Guerras Napoleónicas, Dinamarca-Noruega fue atacada por el Reino Unido, lo cual forzó su ingreso al conflicto en el bando de Napoleón y Francia. Siendo uno de los principales centros comerciales y comunicacionales en el oeste de Finnmark, Hammerfest se convirtió en uno de los objetivos de la Marina Real Británica. Como consecuencia de ello, la población recibió un aporte de cuatro cañones de 6 libras por parte del arsenal central localizado en Trondheim, así como también un contingente de 50 hombres destinados a la defensa de las costas de Hammerfest.
El 22 de julio de 1809 se produjo el esperado ataque por parte de las tropas británicas, cuando los bergantines Snake y Fancy se acercaron al pueblo. La batalla entre las naves armadas con 32 cañones y las defensas (que contaban con dos baterías de cañones) fue inusitadamente intensa, y no finalizó hasta que las armas noruegas se quedaron sin pólvora después de 90 minutos de combate. En lo que se refiere a las naves británicas, ambas habían sufrido varios impactos y contaron con al menos una baja, que fue enterrada en el cementerio local. Durante el transcurso de la batalla, la mayor parte de la población del lugar había huido, llevándose consigo una buena parte de los bienes del pueblo. Las naves de combate permanecieron en el puerto durante ocho días, durante los cuales los marineros de la Royal Navy se quedaron con parte del patrimonio de Hammerfest, como por ejemplo la platería de la iglesia local.
Tras la batalla, Hammerfest se transformó en un asentamiento militar en el cual había una guarnición de tropas en forma permanente, mientras que sus defensas fueron reforzadas y extendidas. Una pequeña flota de barcos armados con cañones permaneció en los alrededores del lugar durante el resto de las Guerras Napoleónicas.
Hammerfest fue devastada por un incendio en 1890, que se inició en los hornos de una panadería y se extendió a un extremo tal que acabó con la mitad de las casas de la ciudad. Tras el desastre, Hammerfest recibió donaciones y asistencia humanitaria de varias partes del mundo. El mayor donante individual fue Guillermo II de Alemania. El káiser había visitado la población varias veces a bordo de su yate y sentía afecto por esta población del norte de Noruega.
En 1891, Hammerfest se convirtió en la primera ciudad de Europa en tener iluminación eléctrica en sus calles.
Durante la Segunda Guerra Mundial, la población fue ocupada por las fuerzas alemanas, las cuales quemaron gran parte del lugar cuando se retiraron. El Museo de la Reconstrucción registra la historia de estos eventos, así como la de la reconstrucción de la ciudad.

## Clima
| Parámetros climáticos promedio de Hammerfest | Parámetros climáticos promedio de Hammerfest | Parámetros climáticos promedio de Hammerfest | Parámetros climáticos promedio de Hammerfest | Parámetros climáticos promedio de Hammerfest | Parámetros climáticos promedio de Hammerfest | Parámetros climáticos promedio de Hammerfest | Parámetros climáticos promedio de Hammerfest | Parámetros climáticos promedio de Hammerfest | Parámetros climáticos promedio de Hammerfest | Parámetros climáticos promedio de Hammerfest | Parámetros climáticos promedio de Hammerfest | Parámetros climáticos promedio de Hammerfest | Parámetros climáticos promedio de Hammerfest |
| Mes                                          | Ene.                                         | Feb.                                         | Mar.                                         | Abr.                                         | May.                                         | Jun.                                         | Jul.                                         | Ago.                                         | Sep.                                         | Oct.                                         | Nov.                                         | Dic.                                         | Anual                                        |
| -------------------------------------------- | -------------------------------------------- | -------------------------------------------- | -------------------------------------------- | -------------------------------------------- | -------------------------------------------- | -------------------------------------------- | -------------------------------------------- | -------------------------------------------- | -------------------------------------------- | -------------------------------------------- | -------------------------------------------- | -------------------------------------------- | -------------------------------------------- |
| Temp. máx. media (°C)                        | -1                                           | 0                                            | 0                                            | 2                                            | 5                                            | 9                                            | 12                                           | 12                                           | 9                                            | 5                                            | 2                                            | 0                                            | 4.6                                          |
| Temp. mín. media (°C)                        | -3                                           | -3                                           | -2                                           | 2                                            | 2                                            | 6                                            | 8                                            | 9                                            | 6                                            | 3                                            | 0                                            | -2                                           | 2.2                                          |
| Precipitación total (mm)                     | 63                                           | 57                                           | 44                                           | 42                                           | 30                                           | 25                                           | 33                                           | 32                                           | 42                                           | 64                                           | 52                                           | 66                                           | 550                                          |
| Fuente: MSN Weather 5 de noviembre de 2008   |                                              |                                              |                                              |                                              |                                              |                                              |                                              |                                              |                                              |                                              |                                              |                                              |                                              |